# Marokko van A tot Z

Locatie van Marokko

## A
Agadir - 
Almohaden - 
Al Hoceima - 
Almoravieden - 
Arabieren - 
Arabisch - 
Arabische Liga

## B
Said Belqola - 
Berbers - 
Bestuurlijke indeling van Marokko

## C
Mehdi Carcela - 
Casablanca - 
Grand Casablanca - 
Ceuta - 
Nacer Chadli - 
Fouad Chafik - 
Kamel Chafni - 
Aatif Chahechouhe - 
Abdelhali Chaiat - 
Marouane Chamakh - 
Mohammed Chaouch - 
Chaouia-Ouardigha - 
Issame Charaï - 
Rachid Chihab - 
Adil Chihi - 
Michaël Chrétien Basser - 
Manuel da Costa - 
Couscous

## D
Anouar Diba - 
Jamal Dibi - 
Nabil Dirar - 
Marokkaanse dirham - 
Abdelmajid Dolmy - 
Aziz Doufikar - 
Doukala-Abda

## E
El Jadida - 
El Jebha

## F
Ahmed Faras - 
Fès-Boulemane - 
Fez

## G
Gharb-Chrarda-Béni Hsen - 
Straat van Gibraltar - 
Guelmim-Es Semara - 
Guercif -
Hicham El Guerrouj

## H
Hassan II - 
Hymne Cherifien

## I
Ibn Batuta - 
ISO 3166-2:MA

## K
Kasba - 
Khouribga - 
Ksar-el-Kebir

## L
Laâyoune-Boujdour

## M
Maghreb -
Marokkaanse parlementsverkiezingen 2007 -
Marokkanen in Nederland -
Marokko -
Marrakesh -
Marrakesh-Tensift-El Haouz -
Meknes -
Meknès-Tafilalet -
Melilla -
Middellandse Zee -
Mohammed VI -
Moren -
Mudawana

## N
Najib Amhali - Nador

## O
Oemma - Oriental - 
Oued ed Dahab-Lagouira - 
Generaal Oufkir - Oujda

## P
Parti de l'Istiqlal

## R
Rabat - 
Rabat-Salé-Zemmour-Zaer - 
Youssef Rabeh - 
Adil Ramzi - 
Adrien Regattin - 
Faycal Rherras - 
Youssef Rossi - 
Akram Roumani

## S
Sahara - 
Noah Sadaoui - 
Youssef Safri - 
Romain Saïss - 
Hafid Salhi - 
Salaheddine Sbai - 
Youcef Sekour - 
Tarik Sektioui - 
Sidi Kacem -
Sidi Ifni - 
Khalid Sinouh - 
Soek - 
Mounir Soufiani - 
Souss-Massa-Daraâ - 
Snelwegen in Marokko

## T
Tadla-Azilal - 
Tamazight - 
Tanger - 
Tanger-Tétouan - 
Taza-Al Hoceïma-Taounate - 
Tétouan - 
Treinvervoer in Marokko

## U
Umma

## V
Lijst van Marokkaanse vakantiedagen -
Volubilis - 
Lijst van Marokkaanse vliegvelden

## W
Westelijke Sahara